# أنتوني جاي كارسون
أنتوني جاي كارسون (بالإنجليزية: Anthony J. Carson)‏ هو عسكري أمريكي، ولد في 23 أبريل 1869 في بوسطن في الولايات المتحدة، وتوفي بنفس المكان في 25 أبريل 1943.